# Grand Prix Kanady 1999
Grand Prix Kanady 1999 ( XXXVII. Grand Prix Air Canada), 6. závod 50. ročníku mistrovství světa jezdců Formule 1 a 42. ročníku poháru konstruktérů, historicky již 636. grand prix, se uskutečnila na okruhu Circuit Gilles Villeneuve.

## Výsledky
- 12. vítězství Mika Häkkinen
- 119. vítězství pro McLaren
- Závod dokončen za safety carem

| Pozice | Jezdec                | Vůz            | Čas                 |
| ------ | --------------------- | -------------- | ------------------- |
| 1      | Mika Häkkinen         | McLaren MP4/14 | 1:41'35.727         |
| 2      | Giancarlo Fisichella  | Benetton B199  | á 0:00,782          |
| 3      | Eddie Irvine          | Ferrari F399   | á 0:01,797          |
| 4      | Ralf Schumacher       | Williams FW21  | á 0:02,392          |
| 5      | Johnny Herbert        | Stewart SF3    | á 0:02,805          |
| 6      | Pedro Diniz           | Sauber C19     | á 0:03,711          |
| 7      | David Coulthard       | McLaren MP4/14 | á 0:05,004          |
| 8      | Marc Gene             | Minardi M01    | á 1 kolo            |
| 9      | Olivier Panis         | Prost AP02     | á 1 kolo            |
| 10     | Luca Badoer           | Minardi M01    | á 2 kola            |
| Kolo   | Odstoupili            | -              | -                   |
| 66     | Heinz-Harald Frentzen | Jordan 199     | Havárie             |
| 51     | Alessandro Zanardi    | Williams FW21  | Havárie             |
| 42     | Toranosuke Takagi     | Arrows FA20    | Mechanické problémy |
| 35     | Jacques Villeneuve    | BAR 001        | Havárie             |
| 30     | Michael Schumacher    | Ferrari F399   | Havárie             |
| 23     | Pedro de la Rosa      | Arrows FA20    | Rozvody             |
| 15     | Damon Hill            | Jordan 199     | Havárie             |
| 15     | Rubens Barrichello    | Stewart SF3    | Kolize              |
| 3      | Ricardo Zonta         | BAR 001        | Havárie             |
| 0      | Alexander Wurz        | Benetton B199  | Řídicí tyč          |
| 0      | Jarno Trulli          | Prost AP02     | Kolize              |
| 0      | Jean Alesi            | Sauber C19     | Kolize              |

## Nejrychlejší kolo
- Eddie Irvine Ferrari 1:20,382

## Vedení v závodě
- 1-29 kolo Michael Schumacher
- 30-69 kolo Mika Häkkinen

## Safety car
- 1-7 kolo po hromadné srážce na startu
- 37-40 kolo po havárii Villeneuvea
- 68-69 kolo po havárii Frentzena

## Postavení na startu
| 1. řada  | 1                                      | 2                                     |
|          | Michael Schumacher Ferrari 1'19.298    | Mika Häkkinen McLaren 1'19.327        |
| 2. řada  | 3                                      | 4                                     |
|          | Eddie Irvine Ferrari 1'19.440          | David Coulthard McLaren 1'19.729      |
| 3. řada  | 5                                      | 6                                     |
|          | Rubens Barrichello Stewart 1'19.930    | Heinz-Harald Frentzen Jordan 1'20.158 |
| 4. řada  | 7                                      | 8                                     |
|          | Giancarlo Fisichella Benetton 1'20.378 | Jean Alesi Sauber 1'20.459            |
| 5. řada  | 9                                      | 10                                    |
|          | Jarno Trulli Prost 1'20.557            | Johnny Herbert Stewart 1'20.829       |
| 6. řada  | 11                                     | 12                                    |
|          | Alexander Wurz Benetton 1'21.000       | Alessandro Zanardi Williams 1'21.076  |
| 7. řada  | 13                                     | 14                                    |
|          | Ralf Schumacher Williams 1'20.081      | Damon Hill Jordan 1'21.094            |
| 8. řada  | 15                                     | 16                                    |
|          | Olivier Panis Prost 1'21.252           | Jacques Villeneuve BAR 1'21.302       |
| 9. řada  | 17                                     | 18                                    |
|          | Ricardo Zonta BAR 1'21.467             | Pedro Diniz Sauber 1'21.571           |
| 10. řada | 19                                     | 20                                    |
|          | Toranosuke Takagi Arrows 1'21.693      | Pedro de la Rosa Arrows 1'22.614      |
| 11. řada | 21                                     | 22                                    |
|          | Luca Badoer Minardi 1'22.808           | Marc Gene Minardi 1'23.387            |
| -------- | -------------------------------------- | ------------------------------------- |

## Zajímavosti
- Alexander Wurz startoval v 25 GP
- Eddie Irvine zajel své první nejrychlejší kolo
- Schumacher narazil do zdi na cílové rovince, které se od té doby přezdívá zeď šampionů, neboť tam často bourají mistři světa.[1]

| Pole position      | Vítězství      | Nejrychlejší kolo  |
| Německo            | Finsko         | Spojené království |
| Michael Schumacher | Mika Häkkinen  | Eddie Irvine       |
| Ferrari F399       | McLaren MP4/14 | Ferrari F399       |
| 1'19.298           | 1:41'35.727    | 1'20.382           |
| 200.706 km/h       | 180.155 km/h   | 198.000 km/h       |
| ------------------ | -------------- | ------------------ |

## Stav MS
- Zelená - vzestup
- Červená - pokles

| *  | Jezdec                | Body |
| -- | --------------------- | ---- |
| 1  | Mika Häkkinen         | 34   |
| 2  | Michael Schumacher    | 30   |
| 3  | Eddie Irvine          | 25   |
| 4  | Heinz-Harald Frentzen | 13   |
| 5  | Giancarlo Fisichella  | 13   |
| 6  | David Coulthard       | 12   |
| 7  | Ralf Schumacher       | 12   |
| 8  | Rubens Barrichello    | 6    |
| 9  | Damon Hill            | 3    |
| 10 | Johnny Herbert        | 2    |
| 11 | Pedro de la Rosa      | 1    |
| 12 | Olivier Panis         | 1    |
| 13 | Jean Alesi            | 1    |
| 14 | Alexander Wurz        | 1    |
| 15 | Jarno Trulli          | 1    |
| 16 | Pedro Diniz           | 1    |

| * | Vozy     | Body |
| - | -------- | ---- |
| 1 | Ferrari  | 55   |
| 2 | McLaren  | 46   |
| 3 | Jordan   | 16   |
| 4 | Benetton | 14   |
| 5 | Williams | 12   |
| 6 | Stewart  | 8    |
| 7 | Prost    | 2    |
| 9 | Sauber   | 2    |
| 8 | Arrows   | 1    |

| * | Stát           | Body |
| - | -------------- | ---- |
| 1 | Německo        | 55   |
| 2 | Velká Británie | 42   |
| 3 | Finsko         | 34   |
| 4 | Itálie         | 14   |
| 5 | Brazílie       | 7    |
| 6 | Francie        | 2    |
| 7 | Španělsko      | 1    |
| 8 | Rakousko       | 1    |